# Ashlan Best
Ashlan Best (11 de febrero de 1999) es una deportista de Canadá que compite en atletismo. Ganó una medalla de bronce en el Campeonato Mundial de Atletismo Sub-20 de 2016, en la prueba de 4 × 400 m.